# فابین کابایرو
فابین کابایرو (انگلیسی: Fabián Caballero؛ ‏۳۱ ژانویهٔ ۱۹۷۸ – ۲۷ سپتامبر ۲۰۲۴) بازیکن فوتبال اهل آرژانتین بود.
از باشگاه‌هایی که وی در آنها بازی کرده بود می‌توان به باشگاه فوتبال داندی، باشگاه فوتبال آرسنال، باشگاه فوتبال ناسیونال پاراگوئه، باشگاه فوتبال استودیانتس، و باشگاه فوتبال داندی اشاره کرد.